# SUMINOE
SUMINOE株式会社（スミノエ、英: SUMINOE Co., Ltd.）は、大阪府大阪市中央区南船場に本社を置き、主にカーペット、床材、カーテン、壁装材などを扱う内装材会社。「スミノエ」の商標で知られる。創業前の1891（明治24）年に、帝国議事堂の絨毯・カーペットを納入している。

## 概要
インテリア業界有数の大手メーカーとしてその名を知られる。カーペットのシェアでは、長年にわたって首位を独走しており、日本の国会議事堂の赤絨毯は同社の特注品である。インテリア部門ではカーペットやカーテンのほかに椅子張地、人工芝など、その他壁装材や袱紗や風呂敷など美術工芸品も扱っている。
1896年、日本初の手織りによるシートモケットの製造に成功し、1899年、国鉄のシート表皮材に採用。以降JR、私鉄、公営交通に納入し、一世紀以上にわたりトップシェアを誇っている。また、すべての日系自動車メーカーに内装材を納入しており、近年は自動車や公共交通（鉄道・バス・航空機・船舶）などの輸送機械向けの内装材のシェアを伸ばしている。
1954年2月までは当時の住江木工（現・住江工業）の親会社であった。髙島屋とは長らくの間業務・資本面で提携関係にあり、筆頭株主になっている。

## 沿革
- 1883年（明治16年）- 創業者・村田伝七が大阪の住吉村にて手織り緞通の製造を始める。
- 1890年（明治23年）- 初代村田伝七が日本初の絨毯を造る。
- 1891年（明治24年）- 帝国議会議事堂にカーペットを納入。
- 1892年（明治25年）7月 - 絨毯で特許を得て、倭織（やまとおり）と命名された。
- 1896年（明治29年）- シート地として、日本で初めて手織りによるワナモケット製作に成功。
- 1899年（明治32年）- 日本初の国産シート地を、逓信省鉄道作業局に納品。
- 1903年（明治36年）- 本格的な製織設備をもった住吉工場を建設（墨江村殿辻）。
- 1905年（明治38年）- 5色柄ウイルトンカーペットを製作[6]。大阪市電のシート地モケットに市章の澪標をデザインして納品。これを契機として市章や社章を入れたモケットが流行した。
- 1913年（大正2年）12月 - 住江織物合資会社を設立。ドイツ・イギリスから技術及び力織機を導入、日本で初めて機械織りモケットの製造を始める。
- 1915年（大正4年）- 帝国劇場に椅子張地を納入[7]。
- 1916年（大正5年）- 力織機によるカーペットの製造を開始。
- 1924年（大正13年）- 宝塚大劇場に椅子張地とカーペットを納入[7]。
- 1930年（昭和5年）12月 - 住江織物株式会社を設立。
- 1931年（昭和6年）- 米国のフォード、ゼネラルモーターズが日本で組み立て生産をしていた自動車にカーペットとシート地を納入。
- 1936年（昭和11年）- 現在の国会議事堂の内装織物を受注し、「赤い絨毯」や本会議場の椅子張地を納入[7]。
- 1937年（昭和12年）- 河内工場を新設、紡毛糸紡績を始める。
- 1949年（昭和24年）5月 - 東京・大阪・京都証券取引所に株式上場。
- 1954年（昭和29年）- アメリカからタフティングカーペット機を日本で初めて導入。
- 1955年（昭和29年）- 国産軽自動車の草分け「フライング・フェザー」を、当時の子会社・住江製作所で製作・販売。
- 1956年（昭和31年）11月 - 昭和天皇・皇后が住吉工場を行幸啓。『日本カーペット工業史』によると、天皇・皇后が視察したことを記念し、11月1日は後に「カーペットの日」に定められた[8]。
- 1957年（昭和32年）- カーペット「タフトン」発売。オーダーメイド生産からレディメイド生産に変わる転機となり、カーペットの大衆化をもたらす[7]。
- 1958年（昭和33年）- 自動車用カーペット、自動車用ナイロンシート地の生産を開始。
- 1964年（昭和39年）
  - 4月 - 東京証券取引所上場廃止。
  - 10月 - 0系新幹線の座席にモケットを納入。
- 1971年（昭和46年）- 奈良工場（現・住江テクノ奈良工場）を新設、住吉工場廃止。
- 1974年（昭和49年）4月 - 迎賓館赤坂離宮に桜花柄緞通を納入。
- 1975年（昭和50年）- 自動車用モケットシート地の生産を開始。
- 1980年（昭和55年）- 国産初のタイルカーペット生産を奈良工場で開始。
- 1985年（昭和60年）5月 - 光建産業株式会社（現・ルノン）を子会社化。
- 1987年（昭和62年）- 滋賀県甲賀郡甲賀町に滋賀事業所を新設。
- 1989年（平成元年）- 使用済みペットボトルから再生したポリエステル長繊維「スミトロン®」を開発。
- 1990年（平成2年）4月 - 東京証券取引所に再上場。
- 1994年（平成6年）9月 - タイにT.C.H.Suminoe Co., Ltd.を合弁で設立。
- 1998年（平成10年）
  - 10月 - 「トリプルフレッシュ®」消臭加工技術を開発。
  - 12月 - 株式会社スミノエ（現・株式会社スミノエ インテリア プロダクツ）を設立。京都美術工芸所を設立、京都工場より古来織物技術を伝承。
- 2003年（平成15年）
  - 4月 - 米国にSuminoe Textile of America Corporationを設立。
  - 7月 - インドネシアにPT. Sinar Suminoe Indonesiaを合弁で設立。
  - 9月 - 中国に蘇州住江小出汽車用品有限公司を合弁で設立。
- 2004年（平成16年）
  - 7月 - カーペット生産工場である奈良工場を分社化、住江奈良株式会社を設立。
  - 8月 - 住商エアバッグ・システムズ株式会社を合弁で設立（長崎県松浦市）。
- 2005年（平成17年）10月 - 中国に住江互太（広州）汽車繊維製品有限公司を合弁で設立。
- 2009年（平成21年）12月 - 帝人ファイバー株式会社（現・帝人フロンティア）との合弁でスミノエテイジンテクノ株式会社を設立。
- 2010年（平成22年）
  - 5月 - インドにSuminoe Teijin Techno Krishna India Pvt. Ltd.を合弁で設立。
  - 10月 - 中国に住江織物商貿（上海）有限公司を設立。
- 2011年（平成23年）7月 - 水平循環型リサイクルタイルカーペット「ECOS®（エコス）」を発売。
- 2013年（平成25年）
  - 6月 - 住江奈良株式会社の事業を住江甲賀株式会社に譲渡し、住江テクノ株式会社へ商号変更。
  - 11月 - メキシコにSuminoe Textile de Mexico, S.A. de C.V.、インドネシアにPT. Suminoe Surya Technoをそれぞれ設立。
  - 12月 - 創立100周年（創業130周年）を迎える。
- 2015年（平成27年）
  - 2月 - PT. Sinar Suminoe Indonesiaを連結子会社化。
  - 6月 - 米国Bondtex, Inc.を買収、子会社化。
- 2018年（平成30年）4月 - タイのSuminoe Koide (Thailand) Co.,Ltd.が事業開始。
- 2019年（令和元年）8月 - ベトナムにSuminoe Textile Vietnam Co., Ltd.を設立。
- 2020年（令和2年）8月 - 株式会社シーピーオーの株式を取得、子会社化。
- 2022年（令和4年）
  - 1月 - 株式会社プレテリアテキスタイルの株式を取得、子会社化。
  - 7月 - 関織物株式会社の株式を取得、子会社化。
- 2024年（令和6年）12月2日 - SUMINOE株式会社(SUMINOE Co., Ltd.)に商号変更[9]

## 主な商品
- インテリア商品
  - タイルカーペット
  - ロールカーペット
  - ラグカーペット
  - 人工芝生
  - カーテン・レース
  - 壁紙
  - 床材
  - 美術工芸品（袱紗、風呂敷など）

- 産業資材
  - 自動車関連部品（天井材、カーペット、カーシート表皮材、マットなど）
  - 交通機関関連部品（バス、鉄道、航空機、船舶用シート表皮材、カーテン、床材、シートクッション材など）

- 機能資材
  - 電気カーペット、消臭関連商材

## ショールーム（2024年12月現在）
- 大阪ショールーム - 大阪市中央区南船場3-11-20 SUMINOE GROUPビル4F
- 東京ショールーム - 東京都品川区西五反田2-30-4　BR五反田ビル3F
- 札幌ショールーム - 札幌市中央区北7条西13丁目9-1　塚本ビル7号館2階
- 仙台ショールーム - 宮城県仙台市宮城野区扇町3-1-25
- 名古屋ショールーム - 名古屋市昭和区明月町3-20
- 岡山ショールーム - 岡山市南区西市115-7
- 福岡ショールーム - 福岡市博多区麦野5-20-3

## 主なグループ会社
- 株式会社スミノエ インテリア プロダクツ[注 1]
- 住江互太（広州）汽車繊維製品有限公司
- 蘇州住江小出汽車用品有限公司
- 蘇州住江織物有限公司
- 住江織物商貿（上海）有限公司
- ルノン株式会社
- 株式会社シーピーオー
- 株式会社プレテリアテキスタイル
- 住江物流株式会社
- 株式会社ソーイング兵庫
- スミノエテイジンテクノ株式会社
  - 帝人テクロス株式会社
  - 尾張整染株式会社
- 丸中装栄株式会社
- 関織物株式会社
- 住江テクノ株式会社
- 丹後テクスタイル株式会社
- 関西ラボラトリー株式会社
- インテック株式会社
- Suminoe Teijin Techno Krishna India Pvt.Ltd.
- Suminoe Textile Vietnam Co.,Ltd.
- Suminoe Koide (Thailand)Co.,Ltd.
- T.C.H.Suminoe Co.,Ltd.
- PT.Sinar Suminoe Indonesia
- PT.Suminoe Surya Techno
- Suminoe Textile of Amereica Corporation
- Bondtex,Inc.
- Suminoe Textile de Mexico,S.A.de C.V.